# Majed Al-Marshadi
Majed Al-Marshadi (arabsky ماجد المرشدي‎‎; * 1. listopadu 1984) je saúdskoarabský fotbalista hrající na postu obránce, který v současnosti hraje za saúdskoarabský klub Al Shabab FC.